# Wytegra
Wytegra (russisch Вытегра) ist eine Stadt in Nordwestrussland. Sie liegt in der Oblast Wologda und hat 10.488 Einwohner (Stand 14. Oktober 2010).

## Geographie
Die Stadt liegt etwa 280 km nordwestlich der Oblasthauptstadt Wologda am Fluss Wytegra, etwa 15 km von seiner Mündung in den Onegasee entfernt. Die Wytegra ist hier Teil der Wolga-Ostsee-Wasserstraße, wie auch ihres bereits 1810 in Betrieb genommenen Vorgängers, des Marien-Kanal-Systems.
Wytegra ist Verwaltungszentrum des gleichnamigen Rajons.

## Geschichte
Der Ort ist seit 1710 unter dem Namen Wjangi (russisch Вянги, nach dem hier in die Wytegra mündenden Nebenfluss) bekannt und erhielt 1773 unter dem heutigen Namen Stadtrecht.

### Bevölkerungsentwicklung
| Jahr | Einwohner |
| ---- | --------- |
| 1897 | 4.502     |
| 1926 | 5.090     |
| 1939 | 7.393     |
| 1959 | 11.340    |
| 1970 | 11.729    |
| 1979 | 12.025    |
| 1989 | 12.905    |
| 2002 | 11.400    |
| 2010 | 10.488    |

Anmerkung: Volkszählungsdaten

## Kultur und Sehenswürdigkeiten
In Wytegra sind die Auferstehungs-Kathedrale (russisch Воскресенский собор/ Woskressenski sobor, 1796–1800) und die Kirche der Darstellung des Herrn (Сретенская церковь/ Sretenskaja zerkow, 1869–1873).
Die in der Nähe, im Dorf Anchimowo, gelegene außergewöhnliche hölzerne Mariä-Schutz-und-Fürbitte-Kathedrale (Покровский собор/ Pokrowski sobor, 1708) mit 24 Kuppeln brannte 1963 nieder.

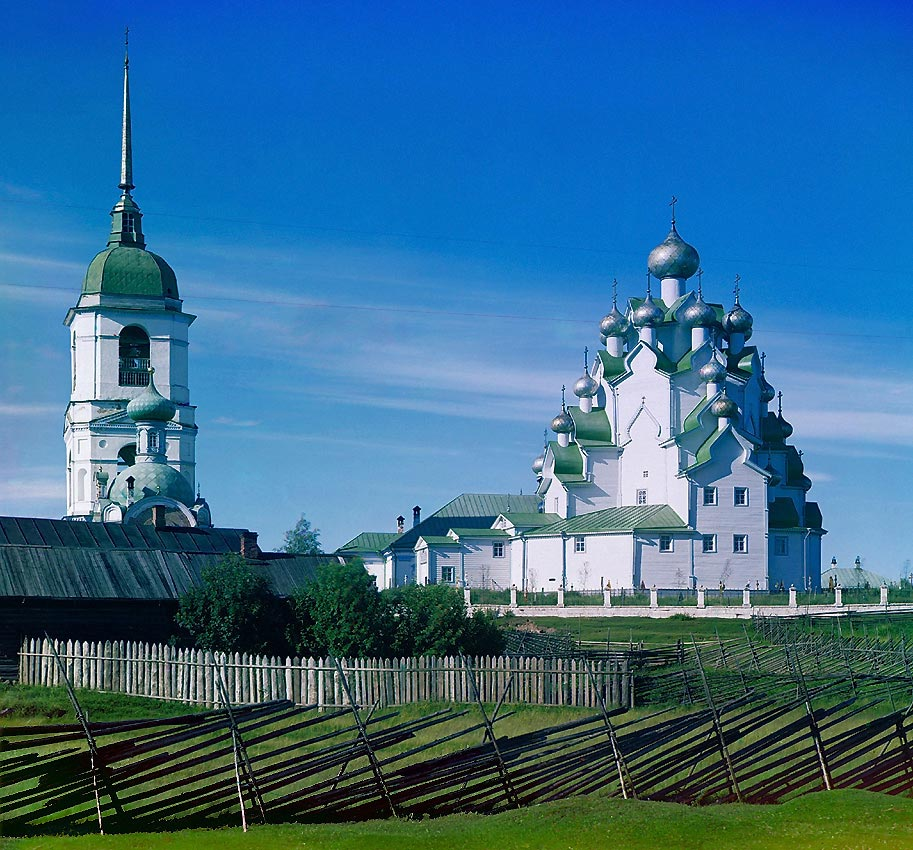
Kirchen bei Wytegra, rechts die Mariä-Schutz-und-Fürbitte-Kirche, aufgenommen von Prokudin-Gorski 1911

## Söhne und Töchter der Stadt
- Anastassija Sergejewna Sadoroschnaja (* 1985), Sängerin, Schauspielerin und Fotomodell